# Dolmen de la Coma de Felis
Coma de Felis és un dolmen situat al municipi de Rabós (Alt Empordà), inclòs a l'Inventari del Patrimoni Arqueològic i Paleontològic de Catalunya.
Està situat a 3 quilòmetres del nucli urbà, una mica per sobre del Monestir de Sant Quirze de Colera.

## Història
Es tracta d'un sepulcre de corredor del Neolític mig. Manuel Cazurro és el primer autor que el publicà, l'any 1912. Posteriorment Lluís Pericot, els anys 1931 i 1950, i Isidre Macau, l'any 1934, en publicaren novetats. Finalment, l'any 1979 s'excavà sota la direcció de Josep Castells, Júlia Chinchilla, Josep Tarrús i Roser Vilardell amb un permís de la Direcció General d'Arqueologia de Madrid. Va consistir en l'excavació completa de la cambra i del seu davant. L'any 1988 es va fer una altra excavació, sota la direcció de Sara Aliaga, Oriol Mercadal i Josep Anton Molina. El seu objectiu era l'estudi de la composició interna del túmul, cosa que no s'havia fet l'any 1979.
L'excavació de 1979, va proporcionar 22 fragments informes de ceràmica feta a mà, 1 penjoll de cal·laïta, 1 dena de collaret, 1 fragment de ganivet de sílex, 12 fragments de bols campaniformes semiesfèrics i 7 fragments de gobelet campaniforme.

## Descripció
El dolmen de Coma de Felis és un sepulcre de corredor amb la cambra trapezoïdal curta i passadís estret fet de lloses. La cambra conserva cinc suports i una coberta i s'ha observat restes d'un enllosat al davant i darrere. Les dimensions internes de la cambra són 2 m de longitud, 1,45 m d'amplada i 1,2 m d'alçada. L'accés a la cambra es fa per un corredor fet amb lloses de pissarra amb una longitud total de 2,85 m, per una amplada d'uns 80/90 cm i una alçada real (conservada) de 95 cm.  Cal suposar que aniria cobert en tota la seva longitud. S'hi ha detectat restes d'enllosat en el seu tram final, a tocar la cambra. El túmul devia de ser circular, d'uns 8 o 9 m de diàmetre, i estava format amb un reompliment de pedregar i terra. Segons les dades de la trinxera feta al túmul l'any 1988, la massa tumulària estava formada per grans blocs a la base i per blocs més petits en superfície. No s'hi observà cap altra estructura interna.